# Eparchia berlińska i niemiecka (Rosyjski Kościół Prawosławny)
Eparchia berlińska i niemiecka – eparchia Rosyjskiego Kościoła Prawosławnego, obejmująca terytorium Republiki Federalnej Niemiec. Jej katedrą jest sobór Zmartwychwstania Chrystusa w Berlinie, zaś zwierzchnikiem – arcybiskup podolski Tichon (Zajcew). 
Eparchia istnieje od 1921, początkowo działała jako część Egzarchatu Zachodnioeuropejskiego. Jej powstanie miało na celu koordynację opieki duszpasterskiej nad cerkwiami i parafiami w Niemczech, jakie powstawały – z myślą o miejscowych społecznościach rosyjskich – od XVIII wieku, początkowo wyłącznie przy placówkach dyplomatycznych, następnie zaś w popularnych miejscowościach uzdrowiskowych odwiedzanych przez rosyjskich arystokratów oraz w innych miastach zamieszkanych przez Rosjan. Na jej terenie znajduje się 61 parafii oraz 1 monaster. 
W latach 20. i 30. XX wieku zdecydowana większość parafii na terenie Niemiec zdecydowała się – w proteście przeciw relacjom między państwem a Cerkwią prawosławną w ZSRR – opuścić jurysdykcję patriarchatu moskiewskiego i przejść do Rosyjskiego Kościoła Prawosławnego poza granicami Rosji. Ponadto w 1938 rząd nazistowski odebrał eparchii cały majątek, przekazując go Kościołowi Zagranicznemu jako instytucji całkowicie lojalnej wobec siebie.
Po II wojnie światowej eparchii podporządkowane zostały wszystkie rosyjskie parafie prawosławne w Niemczech Wschodnich, zaś od lat 60. XX wieku podjęła ona działalność również w RFN, tworząc parafie niemieckojęzyczne.
Mimo formalnego zjednoczenia Cerkwi Zagranicznej struktury z Rosyjskim Kościołem Prawosławnym w 2003 parafie, które zmieniły jurysdykcję w I połowie XX w. w dalszym ciągu pozostają podporządkowane metropolitom pół-autonomicznego Rosyjskiego Kościoła Prawosławnego poza granicami Rosji, a nie odpowiednim dekanatom terytorialnym. W związku z tym w 1992 w jurysdykcji eparchii berlińskiej i niemieckiej znajdowało się tylko 12 parafii. Obecnie liczba ta wynosi 61, na terenie Niemiec działa ponadto 1 monaster męski. 
Eparchia dzieli się na pięć dekanatów: północny, bawarsko-heski, południowy, wschodni i zachodni.

## Biskupi berlińscy
Godność biskupa berlińskiego w Rosyjskim Kościele Prawosławnym pełnili następujący hierarchowie:
- Aleksander (Niemołowski), 1945–1948
- Sergiusz (Korolow), 1948–1950
- Borys (Wik), 1950–1954
- Michał (Czub), 1957–1959
- Jan (Razumow), 1959–1960 (locum tenens)
- Jan (Wiendłand), 1960–1962
- Filaret (Denysenko), 1962 (locum tenens)
- Sergiusz (Łarin), 1962–1964
- Cyprian (Ziornow), 1964–1966
- Jonatan (Kopołowicz), 1966–1967 (locum tenens)
- Włodzimierz (Kotlarow), 1967–1969
- Leoncjusz (Gudimow), 1970–1973
- Teodozjusz (Prociuk), 1984
- Herman (Timofiejew), 1986–1991
- Teofan (Galinski), 1992–2017
- Antoni (Siewriuk), 2017 (locum tenens)
- Tichon (Zajcew), od 2017